# Heinrich 24., 6. fyrste Reuss af Greiz
Heinrich 24., 6. fyrste Reuss af Greiz (tysk: Heinrich XXIV Fürst Reuß zu Greiz (Ältere Linie); 20. marts 1878 – 13. oktober 1927), var den sidste (formelt) regerende fyrste af det lille fyrstendømme Reuss-Greiz (Fyrstendømmet Reuß ældre Linie) i det centrale Tyskland fra 1902 til 1918. På grund af en ulykke i sin barndom var Heinrich 24. fysisk og mentalt handicappet, og Reuss–Greiz blev derfor regeret af en nabofyrste i fra 1902 til 1918. Han måtte abdicere, da monarkierne blev afskaffet i Tyskland ved Novemberrevolutionen i 1918 umiddelbart før afslutningen af Første Verdenskrig. Da han ikke havde børn, uddøde den ældre linje af Huset Reuss med ham. Husets yngre linje findes stadigvæk.

## Biografi
Heinrich 24. blev født den 20. marts 1878 i byen Greiz, hovedstaden i Fyrstendømmet Reuss-Greiz i Thüringen i det centrale Tyskland. Han var den eneste søn af Heinrich 22., 5. fyrste Reuss af Greiz i hans ægteskab med prinsesse Ida af Schaumburg-Lippe.
Fyrst Heinrich 22. døde den 19. april 1902, og Heinrich 24. blev fyrste af Reuss-Greiz. På grund af en ulykke i sin barndom var Heinrich 24. fysisk og mentalt handicappet, og Reuss–Greiz blev derfor regeret af en nabofyrste i fra 1902 til 1918. Han måtte abdicere efter en regeringstid på 16 år den 16. november 1918, da monarkierne blev afskaffet i Tyskland ved Novemberrevolutionen i 1918 umiddelbart før afslutningen af Første Verdenskrig.
I 1922 blev hans søster Hermine Reuss af Greiz (1887–1947) gift med den tidligere kejser Wilhelm 2. af Tyskland. En anden søster (Karoline af Reuss) (1884–1905) var i sine to sidste leveår gift med hertug Wilhelm Ernst af Sachsen-Weimar. 
Han døde ugift den 13. oktober 1927 i Greiz. Da han ikke havde børn, uddøde den ældre linje af Huset Reuss med ham. Husets yngre linje findes stadigvæk.